# Guidimakan Kéri Kaffo
Guidimakan Kéri Kaffo est une commune rurale malienne de l'arrondissement central de Ambidédi, dans le cercle de Ambidédi et la région de Kayes. Elle est située dans le pays  de la Guïdimaxa, et a pour chef-lieu la localité de Gakoura Rive Droite.

## Géographie
La commune d'étend sur la rive droite du fleuve Sénégal à l'ouest de la ville de Kayes, elle est frontalière de la Mauritanie à l'ouest.
| Chleikha | Djélébou              |          |
| Ghabou   | Guidimakan Kéri Kaffo | Bangassi |
| Sony     | Kéméné Tambo          |          |

## Villages
Il est constitué de dix villages : Gakoura, chef lieu de la commune, Goussela, Ambidedi R D, Gagny, Sansangue, Bokédiamby, Bouillagui, Troula, Bokoro et Selekete Gagny et plusieurs hameaux dont Gousséla Peulh, Betta, Diomba, Seinkole, Senebodo, etc.
La commune s'étend sur 10 localités relevées lors du recensement général de 2009. 
Les villages les plus peuplés sont :
- Gounala Goussela (3 279 habitants)
- Gagny (2 846 habitants)
- Troula (2 692 habitants)
- Gakoura RD (2 640 habitants)

En 2023, la loi 2023-007 attribue à la commune 10 villages administratifs :
- Goussela
- Gakoura RD
- Ambidédi RD
- Gagny
- Sékélété Gagny
- Troula
- Bokoro
- Bouillagui
- Boké Damby
- Sansangué